# 강재우
강재우(2000년 5월 30일 ~ )는 대한민국의 축구선수로 현재 거제시민축구단 에서 뛰고 있다. 포지션은 미드필더,수비수,공격수이다.